# NGC 229
NGC 229 (również PGC 2577) – galaktyka spiralna (S?), znajdująca się w gwiazdozbiorze Andromedy. Odkrył ją Édouard Jean-Marie Stephan 10 października 1879 roku.